# Ring Ring
Ring Ring — дебютный студийный альбом шведской группы ABBA (тогда ещё Björn & Benny, Agnetha & Frida), выпущенный в 1973 году в Скандинавии, а также Германии, Австралии, Южной Африке и Мексике. Альбом был повторно переиздан в Австралии в 1975 году, в 1992 году в Англии, и в 1995 году в США.

## Об альбоме
Когда весной 1972 года была записана первая песня «People Need Love», группа была лишь одним из многих проектов, в которых принимали участие четверо участников. Только после того, как заглавный трек «Ring Ring» стал хитом, все четверо решили: продолжать работать вместе как постоянный музыкальный коллектив. Оригинальная Polar-версия альбома 1973 года открывается шведской версией трека «Ring Ring (Bara du slog en signal)», а англоязычная версия помещается в качестве четвёртого трека на второй стороне.
Песня «Disillusion» интересна тем, что это единственная композиция, в написании музыки к которой участвовала Агнета Фельтског. Во всех остальных песнях группы этим занималась исключительно мужская часть группы (Андерссон и Ульвеус).

## Список композиций
Слова и музыка всех песен — Бьорн Ульвеус и Бенни Андерссон, если не указано иное.
| №  | Название                             | Автор(ы)                                      | Основной вокал                       | Длительность |
| -- | ------------------------------------ | --------------------------------------------- | ------------------------------------ | ------------ |
| 1. | «Ring Ring (Bara Du Slog En Signal)» | Бенни Андерссон, Стиг Андерсон, Бьорн Ульвеус | Агнета Фельтског, Анни-Фрид Лингстад | 3:05         |
| 2. | «Another Town, Another Train»        |                                               | Бьорн Ульвеус                        | 3:10         |
| 3. | «Disillusion»                        | Агнета Фельтског, Бьорн Ульвеус               | Агнета Фельтског                     | 3:03         |
| 4. | «People Need Love»                   |                                               | Бьорн Ульвеус                        | 2:42         |
| 5. | «I Saw It in the Mirror»             |                                               | Бьорн Ульвеус                        | 2:33         |
| 6. | «Nina, Pretty Ballerina»             |                                               | Агнета Фельтског, Анни-Фрид Лингстад | 2:50         |

| №  | Название                                        | Автор(ы)                                                            | Основной вокал                       | Длительность |
| -- | ----------------------------------------------- | ------------------------------------------------------------------- | ------------------------------------ | ------------ |
| 1. | «Love Isn’t Easy (But It Sure Is Hard Enough) » |                                                                     | Бьорн Ульвеус                        | 2:52         |
| 2. | «Me and Bobby and Bobby’s Brother»              |                                                                     | Анни-Фрид Лингстад                   | 2:46         |
| 3. | «He Is Your Brother»                            |                                                                     | Бьорн Ульвеус                        | 3:15         |
| 4. | «Ring Ring» (English version)                   | Бенни Андерссон, Стиг Андерсон, Бьорн Ульвеус, Нил Седака, Фил Коди | Агнета Фельтског, Анни-Фрид Лингстад | 3:03         |
| 5. | «I Am Just a Girl»                              | Бенни Андерссон, Стиг Андерсон, Бьорн Ульвеус                       | Агнета Фельтског                     | 3:00         |
| 6. | «Rock’n Roll Band»                              |                                                                     | Бьорн Ульвеус                        | 3:12         |

Международная версия
Сторона «А»
1. Ring Ring — 3:03
2. Another Town, Another Train — 3:10
3. Disillusion — 3:05
4. People Need Love — 2:43
5. I Saw It in the Mirror — 2:33
6. Nina, Pretty Ballerina — 2:52

Сторона «Б»
1. Love Isn’t Easy (But It Sure Is Hard Enough) — 2:52
2. Me and Bobby and Bobby’s Brother — 2:49
3. He Is Your Brother — 3:17
4. She’s My Kind of Girl — 2:39
5. I Am Just a Girl — 3:02
6. Rock’n Roll Band — 3:07